# Pippa Wilson
Philippa Claire „Pippa“ Wilson, MBE (* 7. Februar 1986 in Southampton) ist eine ehemalige britische Seglerin.

## Erfolge
Pippa Wilson nahm in der Bootsklasse Yngling an den Olympischen Spielen 2008 in Peking teil. Gemeinsam mit Sarah Webb war sie Crewmitglied von Rudergängerin Sarah Ayton und wurde mit diesen Olympiasiegerin, als sie dank 24 Punkten vor den Niederländerinnen und den Griechinnen Erste wurde. 2007 in Cascais und 2008 in Miami gelang Wilson, Ayton und Webb der Titelgewinn bei den Weltmeisterschaften, 2008 wurden sie zudem gemeinsam Europameister. Nachdem sich die Crew nach dem Olympiasieg aufgelöst hatte, wechselte Wilson zunächst in die 470er Jolle und ab 2013 in die Bootsklasse Nacra 17.
Für ihren Olympiaerfolg 2008 wurde sie Ende 2009 zum Member des Order of the British Empire ernannt.